# Michael Carrick
Michael Carrick (født 28. juli 1981 i Wallsend, Tyne and Wear) er en engelsk tidligere fodboldspiller, som i størstedelen af sin karriere spillede for Manchester United som midtbanespiller. Han har tidligere spillet for West Ham United og Tottenham Hotspur. Særligt karakteristisk for hans spil var hans overblik, opfindsomme fordeling af bolden og hans generelle pasningsevner. Han spillede desuden 34 kampe for England.
I januar 2018 blev det aftalt, at Carrick efter afslutningen af sæsonen 2017-18 stoppede sin aktive karriere og derpå indgik i trænerteamet for Manchester United. Da José Mourinho blev fyret som cheftræner 18. december 2018, overtog Carrick midlertidigt denne post, indtil klubben dagen efter ansatte Ole Gunnar Solskjær som cheftræner for resten af sæsonen; Carrick fortsatte dermed i trænerteamet.

## Karriere

### Tidlige år
Carrick blev født af Vince og Lynn. Carrick blev første gang involveret i fodbold, da han var fem år gammel, hvor han spillede five-a-side-fodbold med Wallsend Boys Club på lørdag aftener af høflighed, da hans far arbejdede i klubben. Fodbold blev mere seriøst for ham i en alder af 12, da han blev valgt til Wallsend School og senere til North Tyneside School. Da han spillede for Wallsend Boys’ Clubs under 16, blev han udtaget til Englands Boys’ klubhold. Under skoleårene og årene indtil flyttede han til West Ham United. Carrick spillede oprindeligt som central angriber; det var i West Ham, hvor han startede med at spille mere som en midtbanespiller.

### West Ham
Efter at han har studeret på Wallsend’s Western Middle School og Burnside Community High School indtil han færdiggjorde sine GCSE-eksamener i 1997, blev han spejdet efter af mange klubber, før han blev taget til West Ham af de Wallsend-stationerede nordøstspejdere Dave Mooney og Bille Gibbs, som havde set Carrick i få år spille for Wallsend Boys’ Club. Overraskende ville kun få klubber fra nordøst, hvor Carrick var fra, skrive under med ham. Portsmouth F.C.-manageren Harry Redknapp røbede senere, at det var, fordi han voksede så meget, at han blev klodset med bolden og konstant havde knæsmerter..
Carricks professionelle karriere begyndte på det berømte ungdomsakademi i West Ham United i 1998. En bemærkelsesværdig indsats under 1998-99-sæsonen kom fra ham i FA Youth Cup-finalen, hvor han hjalp, sammen med en anden stigende stjerne Joe Cole, West Ham med en 9-0-sejr over Coventry City, da han scorede to mål selv. 
Carrick fik sin seniordebut som en indskifter i stedet for Rio Ferdinand i en 3-0-sejr mod Bradford City i august 1999. Han bruge to perioder på udlån den sæson, en del måneder i Swindon Town og en måned i Birmingham City og lavede få mere optrædener for West Ham. Men i 2000-01 vågnede han op til dåd i sin første fulde sæson for West Ham og forøgede og udbredte sin genkendelighed ved at blive nomineret til PFA Young Player of the Year-prisen (Steven Gerrard fra Liverpool blev vinderen).
2002-03 var en sæson at glemme for Carrick, da han det meste af tiden var plaget af skader og West Ham rykkede til sidst ned fra Premier League i slutningen af sæsonen. Carrick valgte at blive i klubben og spille for dem i den efterfølgende sæson 2003-04 i divisionen nu kaldet Football League Championship. I den tid blev et antal af klubber interesserede i Carrick så som Portsmouth, Arsenal og Tottenham Hotspur. Den blev meddelt at Arsenal ville vinde racet om at skrive under med ham, før Patrick Vieira besluttede at blive i klubben, således stoppede alt potentiel handel.

### Tottenham Hotspur
Før starten på sæsonen 2004-05, var han ivrig efter at blive i den højeste liga, Carrick flyttede derfor til Tottenham Hotspur for et beløb på 29,5 millioner. De efterfølgende to sæsoner i Tottenham var en større succes for ham, da Spurs nød opsvinget i fodboldformuen med store investeringer i nye spillere og en ny ledelse. Under vejledningen af Spurs-manageren Martin Jol, roste han Carrick berømmelsen med Spurs under sæsonerne 2004-05 og 2005-06. Gevinsten for den slags omtale, endte til sidst med at lade spekulationer på et skift til Manchester United den 31. juli 2006.

### Manchester United
Den 31. juli 2006 flyttede Carrick til Manchester United. Et underskriftbud på 107 millioner af United blev afslået, men et senere bud på et 150 million-beløb og en potentiel stigning til 200 millioner afhængig af klub- og spillersucces, blev accepteret. Denne handel gjorde Carrick til den femte dyreste spiller som Manchester United har tilegnet sig. Han fik nummeret 16 på sin trøje i Manchester United efter den tidligere kaptajn Roy Keane.
Han fik sin Premiership-debut for United den 23. august 2006, da han kom ind som indskifter i Uniteds 3-0-udesejr over Charlton Athletic. Han havde en skade i sin originale debut mod Porto i Amsterdam Tournament. Han spillede den første kamp fra starten mod Watford den 26. august 2006 på Vicarage Road, i en kamp hvor United sluttede med at vinde 2-1.
Carrick har næsten startet hver kamp for United i 2006-07-sæsonen. Han var kortvarigt skadet sent i december, på det tidspunkt blev hans 'faste' rolle på centralmidtbanen fyldt ud af John O'Shea eller Darren Fletcher. Han første mål for Manchester United var den 13. januar 2007 i en 3-1-sejr over Aston Villa på Old Trafford i Premier League.
Den 10. april 2007 scorede Carrick to langdistance højrefodsskud mod A.S. Roma i Uniteds 7-1-sejr i kvartfinalerne i UEFA Champions League på Old Trafford. Han åbnede scoringerne med det første mål, således fortsatte United deres vej til semifinalerne.
Med ankomsten af Owen Hargreaves til Old Trafford i 2007-08-sæsonen, indrømmede Carrick, at han ikke var sikker på en plads på Uniteds førstehold mere. Carrick fik en skadetilbagegang i oktober 2007, da han brækkede sin albue mod A.S. Roma i UEFA Champions League. Den 3. november 2007 vendte han tilbage i aktion, da han kom på banen som indskifter i stedet for Anderson mod Arsenal.
Carricks første mål i 2007-08-sæsonen kom i overtiden i et 2-1-nederlag mod rivalerne Manchester City den 10. februar. Hans andet mål kom i gladere omstændigheder med Carrick, der lavede slutmålet i 4-1-sejren over West Ham den 3. maj.
Den 18. april 2008 accepterede Carrick at skrive under på en ny femårig kontrakt sammen med forsvarsspillerne Rio Ferdinand og Wes Brown, som skulle holde ham på Old Trafford indtil 2013. Kontrakten blev til sidst underskrevet 17. maj 2008.
Den 21. maj 2008 spillede han fuldt ud i 120 minutter i en 6-5-sejr over Cheslea på straffesparkkonkurrence og United vandt dermed Champions League 2008. Han scorede i straffesparkkonkurrencen og fik en guldmedalje, den første europæiske vindermedalje han har fået i sin karriere.
Den 1. november 2008 scorede Carrick sit første mål i 2008-09-sæsonen, da han nettede mod Hull City på Old Trafford.

## International karriere
Han fik sin første seniorinternationale start i maj 2005 på Englands tur i USA, men han havde lavet to indskiftningsoptrædener i 2001. England-manageren Sven-Göran Eriksson anså Carrick for at blive en god valgmulighed for en fast midtbanespiller sammen med andre som Scott Parker og Ledley King. Den 8. maj 2006 udtog Eriksson Carrick til Englands trup til VM i fodbold 2006. Carrick spillede i en VM-kamp i den anden rundekamp mod Ecuador, som England vandt 1-0. I en anden kamp mod Portugal, var der brug for en mere forsigtig mulighed, således erstattede Owen Hargreaves, som spillede højre back i Ecuador-kampen, ham.
På trods af sin konsekvente form for Manchester United, fortsatte Carrick med at blive overset af England-managere. Han startede sjældent i kampe under Sven-Göran Eriksson og hans efterfølger Steve McClaren. Hans seneste optræden for England var et 2-1-nederlag hjemme mod Tyskland i august 2007, alligevel blev han udtaget til Fabio Capellos trup til kampen mod Tjekkiet. Han blev dog nødt til at trække sig fra truppen efter en skade under Manchester Uniteds kamp mod Newcastle. 
Carrick blev udtaget af Capello til VM i 2010 i Sydafrika.

## Personlige liv
Carrick har en bror Graeme (født 3. april 1985), som også var i West Ham United, men fik adskillige mange skader. Han er nu en FA-færdighedstræner. Han arbejdede tidligere i Newcastle Uniteds Akademi, hvor han trænede U/10 og U/16-drenge.
 Carrick giftede sig med Lisa Roughead den 16. juni 2007, den samme dag som de engelske holdkammerater Steven Gerrard og Gary Neville giftede sig med deres partnere. I april 2008 fødte Lisa en lille pige, som blev kaldt Louise.

## Hæder

### West Ham United
- FA Youth Cup
  - Vinder (1): 1999

### Manchester United
- Premier League
  - Vinder (5): 2006-07, 2007-08, 2008-09, 2010-11 2012-13

- FA Cup
  - Vinder (1): 2016

- FA Community Shield
  - Vinder (5): 2007, 2008, 2010, 2011, 2013

- UEFA Champions League
  - Vinder (1): 2007–08

## Karrierestatistikker
| Klub                  | Sæson          | Liga | Liga | Cup | Cup | Liga Cup | Liga Cup | Europa | Europa | Andre | Andre | Total | Total |
| Klub                  | Sæson          | Kmp  | Mål  | Kmp | Mål | Kmp      | Mål      | Kmp    | Mål    | Kmp   | Mål   |       |       |
| --------------------- | -------------- | ---- | ---- | --- | --- | -------- | -------- | ------ | ------ | ----- | ----- | ----- | ----- |
| West Ham United       | 1999–2000      | 8    | 1    | 0   | 0   | 0        | 0        | —      | —      | 1     | 0     | 8     | 1     |
| West Ham United       | 2000–01        | 33   | 1    | 4   | 0   | 4        | 0        | —      | —      | —     | —     | 41    | 1     |
| West Ham United       | 2001–02        | 30   | 2    | 1   | 0   | 1        | 0        | —      | —      | —     | —     | 32    | 2     |
| West Ham United       | 2002–03        | 30   | 1    | 2   | 0   | 2        | 0        | —      | —      | —     | —     | 34    | 1     |
| West Ham United       | 2003–04        | 35   | 1    | 4   | 0   | 1        | 0        | —      | —      | 3     | 0     | 43    | 1     |
| West Ham United       | Total          | 136  | 6    | 11  | 0   | 8        | 0        | —      | —      | 4     | 0     | 159   | 6     |
| Swindon Town (lån)    | 1999–2000      | 6    | 2    | 0   | 0   | 0        | 0        | —      | —      | —     | —     | 6     | 2     |
| Birmingham City (lån) | 1999–2000      | 2    | 0    | 0   | 0   | 0        | 0        | —      | —      | —     | —     | 2     | 0     |
| Tottenham Hotspur     | 2004–05        | 29   | 0    | 6   | 0   | 3        | 0        | —      | —      | —     | —     | 38    | 0     |
| Tottenham Hotspur     | 2005–06        | 35   | 2    | 1   | 0   | 1        | 0        | —      | —      | —     | —     | 37    | 2     |
| Tottenham Hotspur     | Total          | 64   | 2    | 7   | 0   | 4        | 0        | —      | —      | —     | —     | 75    | 2     |
| Manchester United     | 2006–07        | 33   | 3    | 7   | 1   | 0        | 0        | 12     | 2      | 0     | 0     | 52    | 6     |
| Manchester United     | 2007–08        | 31   | 2    | 4   | 0   | 1        | 0        | 12     | 0      | 1     | 0     | 49    | 2     |
| Manchester United     | 2008–09        | 28   | 4    | 3   | 0   | 1        | 0        | 9      | 0      | 2     | 0     | 43    | 4     |
| Manchester United     | 2009–10        | 30   | 3    | 0   | 0   | 5        | 1        | 8      | 1      | 1     | 0     | 44    | 5     |
| Manchester United     | 2010–11        | 28   | 0    | 3   | 0   | 1        | 0        | 11     | 0      | 1     | 0     | 44    | 0     |
| Manchester United     | 2011–12        | 3    | 0    | 0   | 0   | 1        | 0        | 3      | 0      | 1     | 0     | 8     | 0     |
| Manchester United     | Total          | 153  | 12   | 17  | 1   | 9        | 1        | 55     | 3      | 6     | 0     | 240   | 17    |
| Karriere total        | Karriere total | 361  | 22   | 35  | 1   | 21       | 1        | 55     | 3      | 10    | 0     | 482   | 27    |

Opdateret 5. november 2011